# 达尔文狐
达尔文狐（学名Lycalopex fulvipes）是智利特有的品种，但由于栖息地减少、当地家犬疾病的传播、人类猎取毛皮，导致数量减少，数量少于2500只。为濒危野生动植物种国际贸易公约附录II所列的保护动物。

## 身体结构
有黑色、灰色、白色的混合毛皮。腿部较短，体长约48-59厘米，体重约1.8-3.95公斤。

## 生活方式
他们在白天和夜晚都很活跃，除了繁殖季节以外，他们大多单独生活和狩猎，并且也没有领地意识。杂食性，主要生活在森林、灌木丛中。